# Nucla
Nucla – miasto w Stanach Zjednoczonych, w stanie Kolorado, w hrabstwie Montrose.